# Johannes Thimme
Johannes Thimme (* 29. Februar 1956 in Erlangen; † 20. Januar 1985 in Stuttgart) war ein Unterstützer der Rote Armee Fraktion (RAF).

## Leben
Johannes Thimme wurde 1956 als mittlerer von drei Söhnen des Klassischen Archäologen und damaligen wissenschaftlichen Assistenten an der Universität Erlangen Jürgen Thimme und der Lehrerin Ulrike Thimme geboren. 1973 verbrachte er ein Schulaustauschjahr in Amerika. Sein Abitur absolvierte er 1975 auf dem Eichendorff-Gymnasium Ettlingen.
Um 1976 schloss sich Thimme, der Christian Klar, Adelheid Schulz und Günter Sonnenberg noch aus deren „legaler“ Zeit in Karlsruhe kannte, dem Umfeld der RAF an. Im Zuge der Fahndungsmaßnahmen nach der Festnahme von Verena Becker und Günter Sonnenberg am 3. Mai 1977 wurde Thimme kurze Zeit später zusammen mit einem Bruder des RAF-Terroristen Knut Folkerts verhaftet. Die Staatsanwaltschaft ging davon aus, dass Thimme der in Notizen des inhaftierten RAF-Mitglieds und ehemaligen Anwalts von Andreas Baader, Siegfried Haag, erwähnte Helfer „Tim“ sei. Seine Freundin Sabine Schmitz war schon vorher als RAF-Kurierin in U-Haft genommen worden. Obwohl das Gericht zu dem Schluss kam, der „genaue Umfang der vom Angeklagten tatsächlich ausgeübten Tätigkeit ha[be] sich nicht ermessen lassen“, wurde Thimme 1978 wegen Mitgliedschaft in einer terroristischen Vereinigung zu 22 Monaten Haft verurteilt.
1981 wurde Thimme während eines Hungerstreiks der inhaftierten Mitglieder der RAF erneut verhaftet, als er Solidaritäts-Flugblätter verteilte. Das Gericht verurteilte ihn dafür wegen Unterstützung einer terroristischen Vereinigung zu eineinhalb Jahren Haft. Insgesamt saß Thimme laut Angaben seiner Mutter „drei Jahre und vier Monate im Gefängnis, größtenteils in Isolationshaft“. Thimmes Eltern konnten nur brieflich Kontakt zu ihrem Sohn halten. Während Thimme den Eltern vorwarf, seinen „Widerstand auszuhöhlen, mich zu Kollaboration mit dem System“ bewegen zu wollen, und sie zur „Solidarität mit mir als politischem Gefangenen“ aufforderte, versuchten die Eltern, ihren Sohn umzustimmen. Sein Vater verurteilte zwar die scharfen Haftbedingungen, ließ sie aber als Begründung für Attentate nicht gelten: „Wie waren und sind denn die Haftbedingungen von Lorenz und Schleyer, und welchen seelischen Foltern und Qualen waren und sind ihre Familien ausgesetzt?“
Anlässlich eines weiteren Hungerstreiks inhaftierter RAF-Mitglieder platzierte Thimme am 20. Januar 1985 gemeinsam mit einer Genossin vor einem Bürogebäudekomplex der Deutschen Forschungs- und Versuchsanstalt für Luft- und Raumfahrt in Stuttgart eine Bombe, die vorzeitig detonierte. Thimme starb noch am Tatort, seine Mittäterin und damalige Lebensgefährtin wurde verletzt und verbüßte später eine Haftstrafe. Thimme wurde in Ettlingen beigesetzt.